# Combat de Tabankort (2011)
Pour les articles homonymes, voir Bataille de Tabankort.
Guerre du Sahel
Batailles
- Tlemss
- 1re Tilwa
- Tabankort
- Ouraren
- Adrar Bouss
- Agadez et Arlit
- Tchibarakaten
- Mangaïzé
- Tazalit
- 1re Bani Bangou
- 2e Tilwa
- Wanzarbé
- Abala
- Midal
- 1re Tongo Tongo
- 1re Ayorou
- 2e Tongo-Tongo
- Baley Beri
- 1re Inates
- 2e Inates
- Sanam
- Chinégodar
- 2e Ayorou
- 2e Bani Bangou
- Taroun
- Torodi
- Adabda
- Intagamey
- Koutougou
- Tabatol
- Takanamat
- Teguey
- Chatoumane

Le combat de Tabankort a lieu le 8 janvier 2011, lors de la guerre du Sahel. Il intervient après l'enlèvement la veille de deux ressortissants français par un commando d'AQMI, à Niamey, au Niger. Leur tentative de récupération par l'armée française se solde par la mort des deux otages dans l'opération, dont pour l'un d'entre eux dans des conditions ayant suscité une polémique en France. Trois gendarmes nigériens ayant participé à l'opération sont aussi tués dans l'opération de récupération, et quatre des six ravisseurs abattus. L'opération française est baptisée Archange foudroyant.

## La prise d'otages
Le 7 janvier 2011, un commando de six membres d'AQMI effectue un raid sur Niamey dans le but de capturer des Occidentaux qui pourraient servir d'otages. Le commando intègre également un homme envoyé par Boko Haram. Les djihadistes, à bord d'une Toyota Land Cruiser, gagnent la capitale nigérienne dans la soirée et entrent dans le Toulousain, un restaurant fréquenté par des expatriés et des Nigériens. Les vieux gardiens de parking ne réagissent pas et pensent un moment avoir affaire à des militaires, car ces derniers sont vêtus de treillis. À 22h40, ils font irruption dans l'établissement. Deux d'entre eux se chargent de la surveillance de l'entrée tandis que deux autres se dirigent vers une des tables les plus proches et somment deux jeunes Français de les suivre. Certains clients tentent de s'interposer, mais les djihadistes les font taire en pointant leurs armes sur eux. En une minute, les hommes d'AQMI regagnent leur véhicule avec leurs otages, repartent aussitôt et quittent la ville par le nord-est. Les autres clients européens - une quinzaine - se sont réfugiés dans les toilettes, un seul client, un professeur nigérian, tente de poursuivre les ravisseurs avec sa voiture, mais il finit par être semé,.
Les deux Français enlevés sont Antoine de Léocour, 25 ans, un expatrié et travailleur humanitaire qui devait se marier le même mois avec une Nigérienne, et Vincent Delory, même âge, ingénieur, ami d'enfance du précédent et tout juste arrivé de France, était venu pour assister au mariage.

## Poursuite des ravisseurs
À la sortie de Niamey, le véhicule crève un pneu et perd quelques minutes pour en changer, puis il repart vers le nord, en direction du Mali. Mais alors que la frontière n'est qu'à deux heures de route, les djihadistes prennent leur temps et font de long détours hors piste. À trois heures du matin, ils sont dans les environs de Ouallam.
Pendant ce temps les autorités nigériennes donnent l'alerte et préviennent toutes les casernes. À Tillabéri deux pick-up avec une vingtaine d'hommes de la garde nationale et de la gendarmerie se lancent à la recherche des djihadistes. Sept autres véhicules quittent Niamey parmi lesquels figurent d'ancien rebelles touaregs qui servent alors dans la garde nationale et connaissent bien la région,.
Après une heure de route les deux pick-up partis de Tillabéri finissent par localiser le véhicule qui est alors à l'arrêt, mais les djihadistes ouvrent le feu sur les gardes nationaux et blessent grièvement un officier — le capitaine Alhadi Ibrahim, un ancien rebelle touareg — avant de prendre la fuite. Les gardes rompent et ramènent leur chef pour le faire soigner, seuls les gendarmes continuent la poursuite,.
Le 8 janvier, dans la matinée, les djihadistes franchissent la frontière et entrent au Mali. Ils appellent également des renforts et un deuxième véhicule d'AQMI vient les rejoindre.
Pendant ce temps, les forces spéciales françaises s'apprêtent à intervenir et les autorités nigériennes demandent à leurs troupes de cesser la poursuite, seuls les gendarmes de Tillabéri entrés au Mali à la poursuite des ravisseurs ne sont pas informés de l'ordre. Ces derniers vont une nouvelle fois rejoindre les djihadistes qui se sont mis à l'arrêt sous des bâches. Les Nigériens croient avoir affaire à des Touaregs et s'approchent pour demander des renseignements. Mais ils tombent sur les hommes d'AQMI qui ouvrent le feu et criblent de balles leur pick-up. Un gendarme nigérien est tué et quatre autres sont blessés et faits prisonniers, dont le capitaine, grièvement touché à la tête. Les survivants prennent la fuite et s'éparpillent dans le désert. Les djihadistes reprennent leur route vers le Mali, en emmenant avec eux les quatre gendarmes blessés et leur pick-up,.

## Combat près de Tabankort
De leur côté les Français s'apprêtent à engager leurs forces spéciales basées à Ouagadougou. Le président français Nicolas Sarkozy, alors en voyage officiel aux Antilles, et le ministre de la Défense Alain Juppé sont informés et donnent leur feu vert pour une intervention militaire. Frédéric Beth, général du COS, mobilise 200 hommes pour l'opération. Dans un premier temps, un avion Atlantique 2 décolle à N'Djamena et suit les djihadistes depuis le ciel grâce à ses caméras thermiques et infrarouges, il les localise pendant la nuit, puis les perd de vue avant de les repérer à nouveau vers 4 heures du matin. Au Burkina Faso, trois hélicoptères Cougar s'envolent à Ouagadougou, le premier armé de mitrailleuses lourdes, les deux autres transportant vingt soldats du 1er régiment de parachutistes d'infanterie de marine (1er RPIMa) et du 13e régiment de dragons parachutistes (13e RDP). Ils sont suivis par un avion C-160 Transall qui transporte des parachutistes et est également chargé de ravitailler les hélicoptères en essence. 
Le combat s'engage à 11 heures du matin dans une zone située à une vingtaine de kilomètres au nord de la frontière malienne, près de la localité de Tabankort, elle-même située à 35 kilomètres au sud de la ville de Ménaka,. Les Français commencent par larguer au nord du convoi une dizaine de parachutistes depuis leur Transall, puis les trois hélicoptères Cougar passent à l'attaque au ras du sol pour effectuer un « combat d'interception ». Mais les Français sont surpris par les djihadistes embusqués dans la végétation qui ouvrent le feu à courte distance. Deux hélicoptères sont endommagés et un des pilotes est blessé par un tireur armé d'un fusil Dragounov.
Après la surprise initiale, les Français ouvrent le feu massivement. Les mitrailleuses lourdes détruisent les pick-up qui prennent feu. Deux djihadistes meurent carbonisés dans leur véhicule. Le pick-up où sont transportés les Nigériens est également mitraillé, deux gendarmes sont tués et deux autres à nouveau blessés dans ces tirs fratricides. Les djihadistes survivants s'égaillent et l'un d'eux exécute sommairement Antoine de Léocour à 300 mètres des véhicules. Plusieurs islamistes parviennent à s'échapper mais deux d'entre eux sont abattus en tentant de fuir.
Les parachutistes arrivent ensuite sur les lieux du combat et découvrent les corps des deux otages français. Selon l'autopsie et un complément d’expertise médico-légale, le corps de Vincent Delory présentait des brûlures « extrêmement importantes » ainsi que « cinq plaies par arme à feu » causées cependant par des tirs indirects et n'ayant pas provoqué la mort, « l'expertise a démontré que son décès n'était pas en relation avec des plaies par armes à feu mais était à mettre sur le compte des effets thermiques dégagés par un foyer d'incendie »,. La mauvaise visibilité créée par un nuage de poussière pourrait en partie être responsable de la confusion.
Le témoignage d'un djihadiste mauritanien est également recueilli par le journal français Libération le 30 novembre 2011. L'homme, nommé Mohamed al-Amine Ould Mohamedou Ould M'Balle, dit « Mouawiya », âgé de 22 ans, arrêté en février 2011 et détenu à Nouakchott n'a pas participé à l'opération mais il affirme que, après avoir regagné leur katiba, des ravisseurs ayant survécu à l'affrontement lui ont raconté que Vincent Delory avait été tué dans l'incendie du Land Cruiser provoqué probablement par des tirs français, tandis qu'Antoine de Léocour avait été exécuté sommairement par balles par un combattant algérien nommé Fayçal al-Jazaïri parce qu'il ralentissait sa fuite,.

## Bilan et pertes
Au terme des affrontements, le bilan total est de neuf morts ; les deux otages français, trois gendarmes nigériens et quatre djihadistes. Les corps sont rapatriés sur le Transall. Deux soldats français sont également blessés,.
Les Français trouvent également les deux gendarmes nigériens blessés. Ces derniers sont vêtus d'habits disparates en plus de leurs uniformes et les Français pensent un moment avoir fait des prisonniers. Ce n'est qu'arrivés à Niamey que les gendarmes sont reconnus par les Nigériens,,.
Une controverse éclate cependant en France sur les circonstances de la mort de Vincent Delory, à propos desquelles les autorités françaises restent floues. Selon le reporter Jean-Paul Mari, Vincent Delory a été tué par des tirs français et la réaction des autorités françaises pourrait être révélatrice d'un changement de politique dans l'action contre les prises d'otages. Le gouvernement aurait fait le choix de frapper pour dissuader les djihadistes d'effectuer de nouvelles tentatives, quitte à risquer la vie des deux otages,. Ce changement de doctrine est confirmé par le journaliste Vincent Nouzille, citant notamment le colonel Jacques Hogard, même si le général Frédéric Beth, patron  d'alors du COS, se défend d'avoir sacrifié les otages.
Le 13 janvier, AQMI revendique l'attaque dans un communiqué audio diffusé par Al Jazeera, le mouvement djihadiste déclare que l'assaut donné par les forces françaises et nigériennes « pour sauver les otages » a été « un échec cuisant et s'est soldé par la mort des deux otages français et la mort de deux membres des forces spéciales françaises. 25 militaires nigériens ont été tués ou blessés et un hélicoptère français a été endommagé dans les combats ».

## Audiographie
- Les otages sacrifiés de Niamey, un épisode d'Affaires sensibles sur France Inter, diffusée le mardi 29 octobre 2024[16].